# Mistrovství Evropy v atletice 2018
XXIV. Mistrovství Evropy v atletice 2018 se konalo v Berlíně ve dnech 6.–12. srpna na Olympijském stadionu. Místo konání vybrala Evropská atletická asociace na svém 138. zasedání 2. listopadu 2013. Německo hostilo atletické mistrovství Evropy již potřetí, předchozí šampionáty proběhly v roce 1986 ve Stuttgartu a v roce 2002 v Mnichově.
Mistrovství bylo součástí premiéry multisportovního evropského šampionátu (další odvětví hostil Glasgow ve dnech 2.–12. srpna).

## Česká účast
Český atletický svaz stanovil kvalifikační kritéria pro účast na tomto mistrovství Evropy. Dne 30. 7. 2018 nominoval celkem 49 atletek a atletů.

## Medailisté

### Muži
| Soutěž            | Zlato                                                                 | Stříbro                                                                 | Bronz                                                               |
| ----------------- | --------------------------------------------------------------------- | ----------------------------------------------------------------------- | ------------------------------------------------------------------- |
| 100 m             | Zharnel Hughes 9.95                                                   | Reece Prescod 9.96                                                      | Jak Ali Harvey 10.01                                                |
| 200 m             | Ramil Guliyev 19.76                                                   | Nethaneel Mitchell-Blake 20.04                                          | Alex Wilson 20.04                                                   |
| 400 m             | Matthew Hudson-Smith 44.78                                            | Kévin Borlée 45.13                                                      | Jonathan Borlée 45.19                                               |
| 800 m             | Adam Kszczot 1:44,59                                                  | Andreas Kramer 1:45,03                                                  | Pierre-Ambroise Bosse 1:45,30                                       |
| 1500 m            | Jakob Ingebrigtsen 3:38.10                                            | Marcin Lewandowski 3:38.14                                              | Jake Wightman 3:38.25                                               |
| 5000 m            | Jakob Ingebrigtsen 13:17.06                                           | Henrik Ingebrigtsen 13:18.75                                            | Morhad Amdouni 13:19.14                                             |
| 10 000 m          | Morhad Amdouni 28:11.22                                               | Bashir Abdi 28:11.76                                                    | Yemaneberhan Crippa 28:12.15                                        |
| maraton           | Koen Naert 2:09:51                                                    | Tadesse Abraham 2:11:24                                                 | Yassine Rachik 2:12:09                                              |
| 110 m překážek    | Pascal Martinot-Lagarde 13.17                                         | Sergej Šubenkov 13.17                                                   | Orlando Ortega 13.34                                                |
| 400 m překážek    | Karsten Warholm 47.64                                                 | Yasmani Copello 47.81                                                   | Thomas Barr 48.31                                                   |
| 3000 m překážek   | Mahiedine Mekhissi-Benabbad 8:31.66                                   | Fernando Carro 8:34.16                                                  | Yohanes Chiappinelli 8:35.81                                        |
| Štafeta 4 × 100 m | Chijindu Ujah Zharnel Hughes Adam Gemili Harry Aikines-Aryeetey 37.80 | Zafer Emre Barnes Ali Jak Harvey Yigitcan Hekimoglu Ramil Guliyev 37.98 | Christop Garia Churandy Martina Hensley Paulina Taymir Burnet 38.03 |
| Štafeta 4 × 400 m | Dylan Borlée Jonathan Borlée Jonathan Sacoor Kévin Borlée 2:59.47     | Rabah Yousif Dwayne Cowan Matthew Hudson-Smith Martyn Rooney 3:00.36    | Óscar Husillos Lucas Bua Samuel García Bruno Hortelano 3:00.78      |
| Chůze na 20 km    | Álvaro Martín 1:20.42                                                 | Diego García Carrera 1:20.48                                            | Vasilij Mizinov 1:20.50                                             |
| Chůze na 50 km    | Marjan Zakalnyckyj 3:46:35                                            | Matej Tóth 3:47:27                                                      | Dzmitry Dziubin 3:47:59                                             |
| Skok do výšky     | Mateusz Przybylko 2,35                                                | Maksim Niedasiekau 2,33                                                 | Ilja Ivaňuk 2,31                                                    |
| Skok o tyči       | Armand Duplantis 6.05 m                                               | Timur Morgunov 6.00 m                                                   | Renaud Lavillenie 5.95 m                                            |
| Skok daleký       | Miltiadis Tentoglou 8.25 m                                            | Fabian Heinle 8.13 m                                                    | Serhij Nykyforov 8.13 m                                             |
| Trojskok          | Nelson Évora 17.10 m                                                  | Alexis Copello 16.93 m                                                  | Dimítrios Tsiámis 16.78 m                                           |
| Vrh koulí         | Michał Haratyk 21,72 m                                                | Konrad Bukowiecki 21,66 m                                               | David Storl 21,41 m                                                 |
| Hod diskem        | Andrius Gudžius 68.46 m                                               | Daniel Ståhl 68.23 m                                                    | Lukas Weisshaidinger 65.14 m                                        |
| Hod kladivem      | Wojciech Nowicki 80,12 m                                              | Paweł Fajdek 78,69 m                                                    | Bence Halász 77,15 m                                                |
| Hod oštěpem       | Thomas Röhler 89.47 m                                                 | Andreas Hofmann 87.60 m                                                 | Magnus Kirt 85.96 m                                                 |
| Desetiboj         | Arthur Abele 8431 bodů                                                | Ilja Škurenjov 8321 bodů                                                | Vitalij Žuk 8290 bodů                                               |

### Ženy
| Soutěž            | Zlato | Stříbro                                                                            | Bronz                                                                            |
| ----------------- | --- | ---------------------------------------------------------------------------------- | -------------------------------------------------------------------------------- |
| 100 m             | Dina Asherová-Smithová 10.85                                                                                    | Gina Lückenkemperová 10.98                                                         | Dafne Schippersová 10.99                                                         |
| 200 m             | Dina Asherová-Smithová 21.89                                                                                    | Dafne Schippersová 22.14                                                           | Jamile Samuelová 22.37 PB                                                        |
| 400 m             | Justyna Świętyová-Erseticová 50,41                                                                              | Maria Belimbasaki 50,45                                                            | Lisanne de Witte 50,77                                                           |
| 800 m             | Natalija Pryščepová 2:00.38                                                                                     | Rénelle Lamote 2:00.62                                                             | Olha Ljachovová 2:00.79                                                          |
| 1500 m            | Laura Muirová 4:02,32                                                                                           | Sofia Ennaoui 4:03,08                                                              | Laura Weightmanová 4:03,75                                                       |
| 5000 m            | Sifan Hassanová 14:46.12                                                                                        | Eilish McColganová 14:53.05                                                        | Yasemin Canová 14:57.63                                                          |
| 10 000 m          | Lonah Chemtai Salpeter 31:43.29                                                                                 | Susan Krumins 31:52.55                                                             | Alina Rehová 32:28.48                                                            |
| Maraton           | Volha Mazuronaková 2:26:22                                                                                      | Clémence Calvinová 2:26:28                                                         | Eva Vrabcová Nývltová 2:26:31                                                    |
| 100 m překážek    | Elvira Hermanová 12.67                                                                                          | Pamela Dutkiewiczová 12.72                                                         | Cindy Rolederová 12.77                                                           |
| 400 m překážek    | Léa Sprungerová 54.33                                                                                           | Anna Ryžikovová 54.51                                                              | Meghan Beesleyová 55.31                                                          |
| 3000 m překážek   | Gesa Felicitas Krause 9:19,80                                                                                   | Fabienne Schlumpf 9:22,29                                                          | Karoline Bjerkeli Grøvdal 9:24,46                                                |
| Štafeta 4 × 100 m | Asha Philipová Imani Lansiquotová Bianca Williamsová Dina Asherová-Smithová 41.88                               | Dafne Schippersová Marije Van Hunenstijnová Jamile Samuelová Naomi Sedneyová 42.15 | Lisa Marie Kwayieová Gina Lückenkemperová Tatjana Pintová Rebekka Haaseová 42.23 |
| Štafeta 4 × 400 m | Malgorzata Holub-Kowaliková Iga Baumgart-Witaová Patrycja Wyciszkiewiczová Justyna Świętyová-Erseticová 3:26.59 | Elea Mariama Diarraová Deborah Sananesová Agnes Ralaholaryová Floria Gueï 3:27.17  | Zoey Clarková Anyika Onuoraová Amy Allcocková Eilidh Doyleová 3:27.40            |
| Chůze na 20 km    | María Pérez García 1:26.36                                                                                      | Antonella Palmisanová 1:27.30                                                      | Brigita Virbalytė-Dimšienė 1:27.59                                               |
| Chůze na 50 km    | Inês Henriquesová 4:09:21                                                                                       | Alina Cvilijová 4:12:44                                                            | Júlia Takácsová 4:15:22                                                          |
| Skok do výšky     | Marija Lasickeneová 2.00                                                                                        | Mirela Demirevová 1.96                                                             | Marie-Laurence Jungfleisch 1.96                                                  |
| Skok o tyči       | Katerina Stefanidiová 4.85                                                                                      | Nikoleta Kyriakopoulouová 4.80                                                     | Holly Bradshawová 4.75                                                           |
| Skok daleký       | Malaika Mihambo 6,75                                                                                            | Maryna Romančuková 6,73                                                            | Shara Proctorová 6,70                                                            |
| Trojskok          | Paraskevi Papachristouová 14.60                                                                                 | Kristin Gierischová 14.45                                                          | Ana Peleteirová 14.44                                                            |
| Vrh koulí         | Paulina Gubaová 19.33                                                                                           | Christina Schwanitzová 19.19                                                       | Aliona Dubitskaya 18.81                                                          |
| Hod diskem        | Sandra Perkovićová 67,62                                                                                        | Nadine Müllerová 63,00                                                             | Shanice Craftová 62,46                                                           |
| Hod kladivem      | Anita Włodarczyková 78,94                                                                                       | Alexandra Tavernierová 74,78                                                       | Joanna Fiodorow 74,00                                                            |
| Hod oštěpem       | Christin Hussongová 67,90                                                                                       | Nikola Ogrodníková 61,85                                                           | Liveta Jasiūnaitė 61,59                                                          |
| Sedmiboj          | Nafissatou Thiamová 6 816 bodů                                                                                  | Katarina Johnsonová-Thompsonová 6 759 bodů                                         | Carolin Schäferová 6 602 bodů                                                    |